# Hokej na trawie na Igrzyskach Wspólnoty Narodów 2018
Hokej na trawie na Igrzyskach Wspólnoty Narodów 2018 – jedna z dyscyplin podczas Igrzysk Wspólnoty Narodów 2018 w Gold Coast. Zostały rozegrane dwie konkurencje, które odbyły się w dniach 5–14 kwietnia 2018 roku w Gold Coast Hockey Centre. W zawodach wzięło udział 361 zawodników z 11 państw.

## Uczestniczące państwa
W hokeju na trawie podczas igrzysk wystąpiło 20 zespołów.

Mężczyźni:
- Anglia
- Australia
- Indie
- Kanada
- Malezja
- Nowa Zelandia
- Pakistan
- Południowa Afryka
- Szkocja
- Walia

Kobiety:
- Anglia
- Australia
- Ghana
- Indie
- Kanada
- Malezja
- Nowa Zelandia
- Południowa Afryka
- Szkocja
- Walia

## Medaliści
Źródło:
| Konkurencja | Złoto | Srebro | Brąz |
| Mężczyźni   | Australia · Lachlan Sharp · Tom Craig · Jake Harvie · Tom Wickham · Matthew Dawson · Jeremy Edwards · Mark Knowles · Edward Ockenden · Jacob Whetton · Aaron Kleinschmidt · Aran Zalewski · Flynn Ogilvie · Daniel Beale · Tyler Lovell · Trent Mitton · Dylan Wotherspoon · Andrew Charter · Jeremy Hayward      | Nowa Zelandia · Cory Bennett · Dane Lett · Harry Miskimmin · Nick Ross · Richard Joyce · Marcus Child · Jared Panchia · Aidan Sarikaya · Nic Woods · Devon Manchester · Kane Russell · Arun Panchia · Shea McAleese · Stephen Jenness · Dominic Newman · Hugo Inglis · George Muir · Hayden Phillips            | Anglia · George Pinner · Harry Gibson · Ollie Willars · William Weir · Harry Martin · Christopher Griffiths · Ian Sloan · Sam Ward · Mark Gleghorne · Phillip Roper · Adam Dixon · Barry Middleton · Brendan Creed · David Goodfield · Liam Ansell · David Condon · James Gall · Liam Sanford                    |
| Kobiety     | Nowa Zelandia · Tarryn Davey · Samantha Harrison · Olivia Merry · Frances Davies · Amy Robinson · Sally Rutherford · Brooke Neal · Ella Gunson · Samantha Charlton · Grace O’Hanlon · Liz Thompson · Rose Keddell · Kelsey Smith · Pippa Hayward · Shiloh Gloyn · Madison Doar · Stacey Michelsen · Anita McLaren | Australia · Gabrielle Nance · Brooke Peris · Emily Hurtz · Jodie Kenny · Karri McMahon · Edwina Bone · Stephanie Kershaw · Kaitlin Nobbs · Jordyn Holzberger · Jane Claxton · Jocelyn Bartram · Renee Taylor · Madi Ratcliffe · Ashlea Fey · Emily Smith · Rachael Lynch · Grace Stewart · Savannah Fitzpatrick | Anglia · Madeleine Hinch · Kathryn Lane · Laura Unsworth · Sarah Haycroft · Anna Toman · Hannah Martin · Susannah Townsend · Suzannah Petty · Elena Rayer · Alexandra Danson · Emily Defroand · Giselle Ansley · Sophie Bray · Hollie Pearne-Webb · Eleanor Watton · Amy Tennant · Joanne Hunter · Grace Balsdon |

## Tabela medalowa
Źródło:
| Poz. | Państwo       |   |   |   | Razem |
| ---- | ------------- | - | - | - | ----- |
| 1.   | Australia     | 1 | 1 | 0 | 2     |
| 1.   | Nowa Zelandia | 1 | 1 | 0 | 2     |
| 3.   | Anglia        | 0 | 0 | 2 | 2     |